# 太刀風 (駆逐艦)
|          |                                                                                       |
| 艦歴     |                                                                                       |
| 計画     | 1918年度（八六艦隊案）                                                                |
| 起工     | 1920年8月18日                                                                         |
| 進水     | 1921年3月31日                                                                         |
| 竣工     | 1921年12月5日                                                                         |
| その後   | 1944年2月18日戦没                                                                     |
| 除籍     | 1944年3月31日                                                                         |
| 要目     |                                                                                       |
| 排水量   | 基準：1,215トン 公試：1,345トン                                                       |
| 全長     | 102.6メートル                                                                         |
| 全幅     | 8.92メートル                                                                          |
| 吃水     | 2.79メートル                                                                          |
| 機関     | ロ号艦本式缶4基 パーソンズ式タービン2基2軸 38,500馬力                                 |
| 速力     | 39ノット                                                                              |
| 航続距離 | 14ノットで3,600カイリ                                                                 |
| 燃料     | 重油：395トン                                                                         |
| 乗員     | 154名                                                                                 |
| 兵装     | 45口径12cm単装砲4門 6.5mm単装機銃2挺 53.3cm連装魚雷発射管3基 （魚雷8本） 一号機雷16個 |

太刀風（たちかぜ）は、日本海軍の駆逐艦。峯風型の11番艦である。艦名は太刀を振るった際に出る風を意味する。

## 艦歴
舞鶴海軍工廠で建造。一等駆逐艦に類別され、横須賀鎮守府籍に編入。
1933年（昭和8年）3月3日に発生した昭和三陸地震のとき、太刀風は第4駆逐隊に属して青森県の大湊要港部にあり、3隻の僚艦とともに出航した。太刀風は翌日早朝までに鮫（八戸市）に着き、救援にあたった。
日中戦争に際して、1937年（昭和12年）以降、華中の沿岸作戦、南部仏印進駐作戦に参加。
太平洋戦争では南方で輸送、海上護衛作戦に参加。
1941年12月8日、「太刀風」は不時着場確保などを目的とするカラヤン島攻略に従事した。「太刀風」は横三特の1個小隊を乗せて12月7日に高雄より出撃し、12月8日にカラヤン島に陸戦隊を上陸させた。12月9日、カラヤン島南岸で不時着機の乗員を救助。同日、陸戦隊はカラヤン島より撤収し、「太刀風」は12月10日に高雄に戻った。
1942年5月31日、ウォッゼ着。マロエラップ環礁で触雷沈没した「第二号大井丸」の生存者が発見されると「太刀風」はその救助に向かい、6月1日にタロアに到着。そこで同じく救助に向かっていた哨戒艇から生存者が「太刀風」に移された。それから「太刀風」はルオットへ向かい、6月3日に到着した。その後はルオットで千歳空の作戦に、次いでタロアで一空の訓練の協力した。6月30日からはウォッゼからイミエジへの十四空の基地員や物件の輸送および十四空の訓練への協力が命じられている。
十四空の二式飛行艇のラバウル派遣に伴い、「太刀風」は基地員と基地物件をイミエジからラバウルへ輸送。7月14日にイミエジを出港して7月18日にラバウルに着き、7月23日にイミエジに戻った。
8月4日、ルオットに向かっていた水上機母艦「神威」の護衛を命じられる。「神威」は「太刀風」の護衛で翌日ルオットに着いた。次いで、8月8日にルオットに入港した「五洲丸」を護衛した。その後はラバウルへの魚雷輸送を行った「神威」を護衛。「太刀風」はタロアへの帰投中にラバウルへの回航が命じられ、8月23日にタロアを発って8月28日にラバウルに着いた。
1944年（昭和19年）2月4日、太刀風は人員物資輸送のため向かったトラック島の君島環礁で座礁した。17日にトラック島空襲に参加のアメリカ軍機と交戦し、翌18日朝にアメリカ軍機の攻撃を受け戦没した。

## 歴代艦長
※『艦長たちの軍艦史』231-232頁による。階級は就任時のもの。

### 艤装員長
- （心得）森繁二 少佐：1921年9月1日[16] - 1921年9月17日[17]

### 艦長
- （心得）森繁二 少佐：1921年9月17日[17] - 1922年11月10日[18]
- 池田武義 中佐：1922年11月10日 - 1923年10月15日[19]
- （心得）神山忠 少佐：1923年10月15日[20] - 1924年12月1日[21]
- 山下深志 少佐：1924年12月1日 - 1926年12月1日
- 中田操 中佐：1926年12月1日[22] - 1927年12月1日[23] 同月5日より予備艦
- （兼）難波正 中佐：1927年12月5日[24] - 1928年12月10日[25]
- 難波祐之 少佐：1928年12月10日 - 1930年11月21日[26]
- 田中頼三 少佐：1930年11月21日 - 1931年10月31日
- 田原吉興 少佐：1931年10月31日 - 1932年2月12日[27] ※1931年12月1日より予備艦
- 有賀幸作 少佐：1932年2月12日 - 1933年11月1日
- 森可久 少佐：1933年11月1日 - 1935年3月15日[28]
- 杉野修一 少佐：1935年3月15日 - 1935年8月26日[29]
- 奥山鎮雄 少佐：1935年8月26日 - 1937年1月20日 同日より予備艦
- （兼）勝見基 少佐：1937年1月20日 - 1937年8月18日[30]
- 勝見基 少佐：1937年8月18日[30] - 1938年1月20日[31]
- （兼）赤沢次寿雄 少佐：1938年1月20日 - 1938年3月5日[32]
- （兼）工藤俊作 少佐：1938年3月5日[33] - 1938年7月1日[34]
- 工藤俊作 少佐：1938年7月1日 - 1938年12月1日[35]
- 吉田正一 少佐：1938年12月1日 - 1940年10月15日[36] ※1940年1月20日より予備艦
- 菅間良吉 少佐：1940年10月15日 - 1941年9月20日[37]
- 平佐田休 少佐：1941年9月20日 - 1942年12月27日戦死
- 宮崎勇 少佐：1943年1月8日 -
- 横田保輝 少佐：1943年2月27日 -